# Cornops longipenne
Cornops longipenne är en insektsart som först beskrevs av De Geer 1773.  Cornops longipenne ingår i släktet Cornops och familjen gräshoppor. Inga underarter finns listade i Catalogue of Life.